# Robackia aculeata
Robackia aculeata är en tvåvingeart som först beskrevs av Oksana V. Zorina 2003.  Robackia aculeata ingår i släktet Robackia och familjen fjädermyggor. Inga underarter finns listade i Catalogue of Life.